# Odporność swoista
Odporność swoista (układ swoistej odpowiedzi immunologicznej, oporność nabyta) – typ odporności zależny od rozpoznawania antygenów przez przeciwciała i receptory rozpoznające antygen limfocytów T i limfocytów B.
Na wytworzenie tego typu odporności potrzebne jest kilka dni, lecz mechanizmy raz uruchomione skutecznie zwalczają patogeny. Proces jest swoisty, czyli działa na konkretny czynnik patogenny.

## Podział
Odporność swoista dzieli się w zależności od czasu działania, czyli na bierną (czasową) i czynną (trwałą). Każdą z nich można nabyć na dwa sposoby: naturalny i sztuczny.
|           | Bierna               | Czynna                                      |
| --------- | -------------------- | ------------------------------------------- |
| Naturalna | szczepienie ochronne | przechorowanie choroby (np. Ospa prawdziwa) |
| Sztuczna  | surowica             | przeciwciała z mleka matki                  |

Mechanizmy odpowiedzi swoistej (nabytej):
- odporność komórkowa – warunkowana przez komórki (limfocyty T), polegająca na bezpośrednim atakowaniu patogenów przez limfocyty;
- odporność humoralna – warunkowana przez przeciwciała, polegająca na wytwarzaniu przez limfocyty przeciwciał, których zadaniem jest niszczenie komórek patogennych.

## Wytwarzanie
Limfocyty T pochodzą z komórek macierzystych szpiku kostnego. W drodze do tkanki limfatycznej dojrzewają w grasicy. Tam dochodzi do różnicowania się limfocytów, stają się one immunologicznie kompetentne – zdolne do odpowiedzi immunologicznej. Reagują one na specyficzne antygeny na powierzchni komórek zaatakowanych przez patogeny.
Rozróżnia się trzy główne klasy limfocytów T:
- cytotoksyczne – rozpoznają i niszczą komórki z obcym antygenem;
- pomocnicze – uwalniają związki aktywujące odpowiedź immunologiczną lub ją wzmacniającą;
- supresyjne – hamują odpowiedź immunologiczną, uwalniają cytokiny hamujące aktywność innych limfocytów T i B.

Limfocyty B dojrzewają u ptaków w bursie Fabrycjusza (stąd nazwa), u ssaków – w szpiku kostnym. Limfocyt B po rozpoznaniu antygenu dzieli się – powstaje populacja komórek plazmatycznych, które produkują przeciwciała. Limfocyty B mają silnie rozwinięte ER, co pozwala im na produkcję znacznych ilości białek (immunoglobulin).